# Bolteria dakotae
Bolteria dakotae är en insektsart som beskrevs av Knight 1971. Bolteria dakotae ingår i släktet Bolteria och familjen ängsskinnbaggar. Inga underarter finns listade i Catalogue of Life.